# Duroia soejartoi
Duroia soejartoi là một loài thực vật có hoa trong họ Thiến thảo. Loài này được D.R.Simpson mô tả khoa học đầu tiên năm 1982.